# バルコニーのマハたち
『バルコニーのマハたち』（西: Majas al balcón, 英: Majas on a Balcony）は、スペインのロマン主義の巨匠フランシスコ・デ・ゴヤが1808年から1812年頃に制作した風俗画である。油彩。バルコニーに座った美しい2人の女性を描いた作品で、半島戦争の最中に主席宮廷画家としてマドリードにとどまり、新国王ホセ1世のもとで活動した時期に制作された。後の画家たちに影響を与えたことで知られ、とりわけ印象派の画家エドゥアール・マネは本作品に触発されて、有名な『バルコニー』（Le Balcon）を制作した。現在はスイスの個人コレクションに所蔵されている。またニューヨークのメトロポリタン美術館に本作品のヴァリアントが所蔵されている。

## 作品

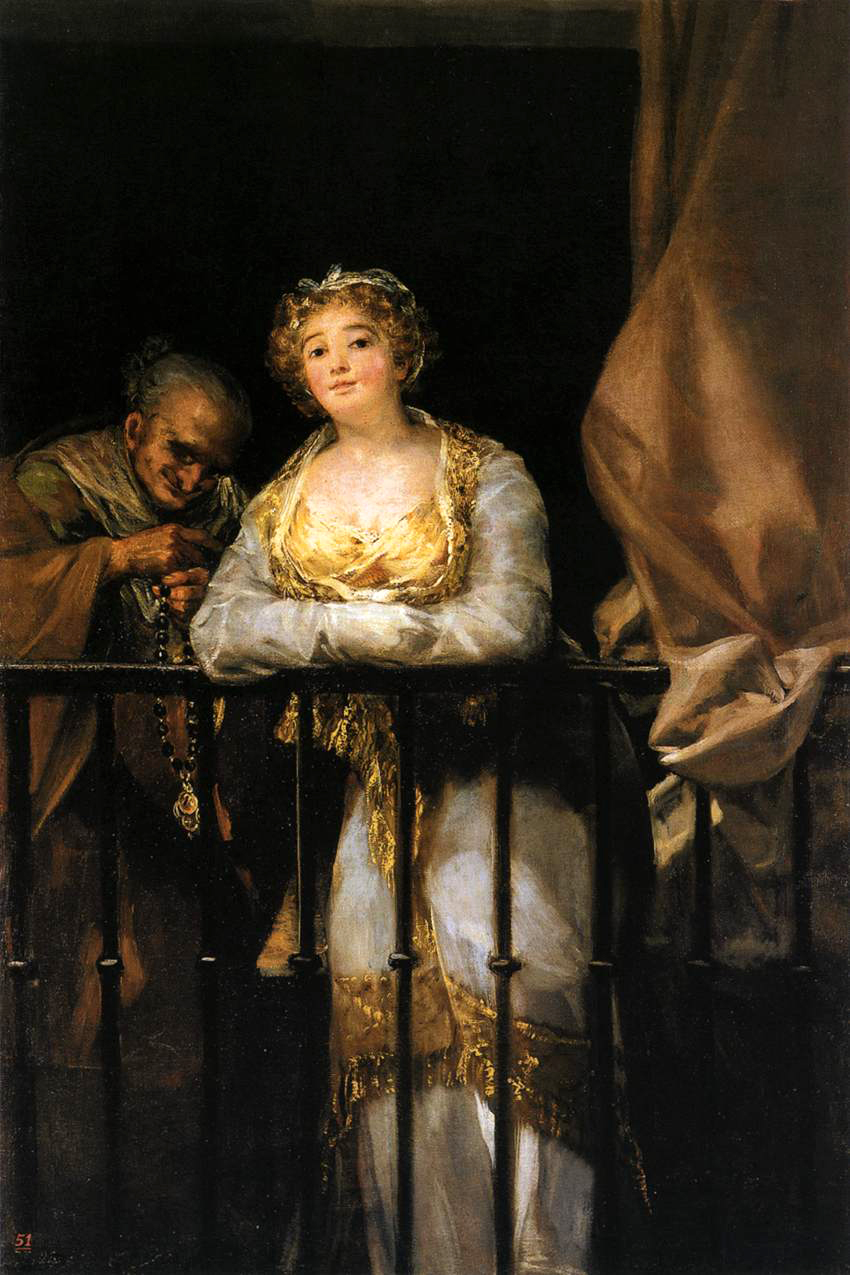
同時期の『バルコニーのマハとセレスティーナ』。個人蔵。

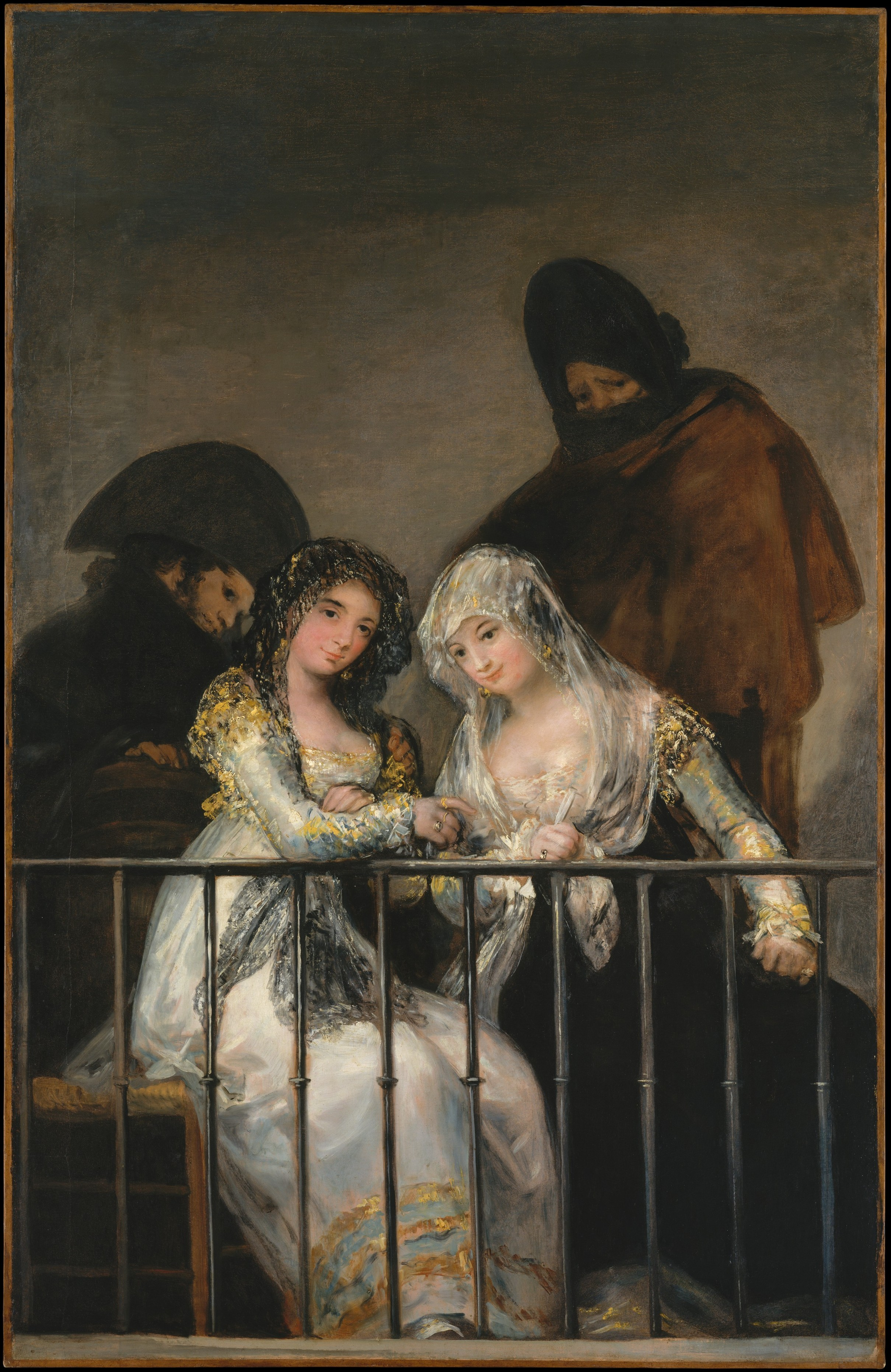
『バルコニーのマハたち』。近年はゴヤの追随者による作品と考えられている。メトロポリタン美術館所蔵。

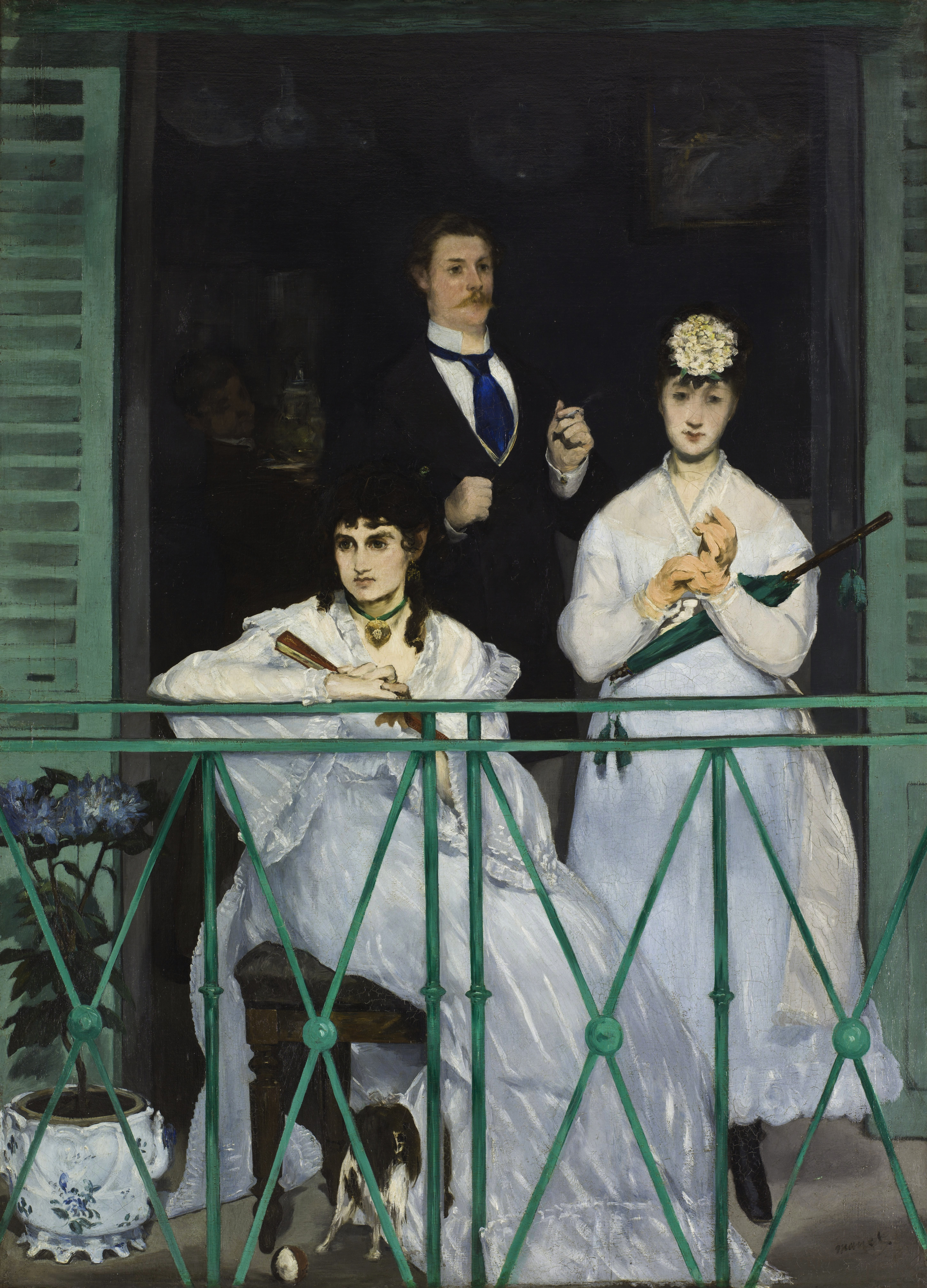
エドゥアール・マネの『バルコニー』。1868年-1869年頃。オルセー美術館所蔵。

美しく若い2人の女性がバルコニーに座って鉄の手すりに寄りかかっている。彼女たちは黒、白、金の豪華なガウンや黒と白のヴェールを身に着ている。左側の女性は半透明の黒いヴェールで額と目を覆い、右腕を鉄の手すりに置き、左手に扇子を持っている。彼女たちは顔を寄せ合って微笑み、囁き合いながら鑑賞者を見つめている。縁飾りやレースの細部の仕上げは見事であり、左側の女性の黒いヴェールはとりわけ美しい。女性たちの背後には黒いマントとつばの広い帽子をかぶった2人の男性がいる。彼らの雰囲気は鑑賞者に対して威嚇的である。
主題については資料を欠いているためはっきりしない。男たちは客を誘うポン引きであり、若い女性たちは彼らに同行させられた売春婦かもしれない。一方、彼女たちの服装は庶民にふさわしいが、流行の若い女性の服装をまとった上流階級に属する女性である可能性もあり、バルコニーの高さと愛人の存在によって身を守りながら、下にいる庶民を観察して楽しんでいるのかもしれない。ゴヤはこのような主題を特に《ロス・カプリーチョス》で皮肉を込めて扱い、当時の社会を批判するのが常であった。ゴヤがこれらの作品を描いたとき半島戦争の最中であったため、おそらく戦争が続いているにもかかわらずいくつかの日常風景が通常通り続いている事実を強調したかったのだろう。
ゴヤの構図は複雑であり、バルコニーを境界線とし、絵画の平面上で公共空間と私的な空間が重なり合っている。図像的源泉としては、バルトロメ・エステバン・ムリーリョの風俗画『窓辺の二人の女性』（Mujeres en la ventana）に触発されたことが指摘されている。画面の左側は切り詰められ、サイズが変更された形跡がある。

## 来歴
本作品は半島戦争中に制作された作品群に属するが、これらの絵画は顧客を戦争で失ったか、買い手が見つからなかったためにゴヤの工房に残されたままとなり、その結果様々なコレクションに加わることとなった。『バルコニーのマハたち』は、1812年にゴヤの妻ホセファ・バイユーの死後に作成された財産目録の中で、「バルコニーにいる若い女性の絵画2点」のうちの1点として『マハとセレスティーナ』（Maja y celestina）とともに記載された。この財産目録はゴヤとその息子ハビエル（Francisco Javier Goya y Bayeu）の共有する所有物をリストアップしたものであった。1825年、テロール男爵イジドール・ジュスティン・セヴランはフランス国王ルイ・フィリップ1世のために本作品をハビエルから購入した。絵画はパリのスペイン・ギャラリーに収蔵され、退位後の1853年にロンドンのクリスティーズで70ポンドで売却された。美術商コルナギの手に渡ると、これをモンパンシエ公爵が購入し、セビリアのサン・テルモ宮殿に所蔵した。その後、かつて絵画を所有していた国王の息子アントワーヌ・ドルレアンに贈られ、サンルーカル・デ・バラメーダに保管された。1911年にパリの美術商ポール・デュラン＝リュエルの手に渡り、最終的にスイスの収集家によって購入された。

## ヴァリアント
メトロポリタン美術館に本作品とほぼ同じ構図のバージョンが所蔵されている。この作品はいくつかの点で本作品に比べ魅力に欠けている。特にヴェールのレースは明らかで、透明感はあまり感じられず、繊細に表現されていない。帰属についても疑問視されており、ゴヤ本人による習作か、あるいはおそらく近しい追随者によって描かれたと考えられている。

## 影響
本作品はメトロポリタン美術館のバージョンも含め、ゴヤ以降の多くの複製が知られている。また本作品に触発された作品も多く見られる。後者ではスペインの画家レオナルド・アレンサの『バルコニーのマハとセレスティーナ』（Maja y celestina al balcón）、エウヘニオ・ルカス・ベラスケスの『バルコニーのマハたち』（Majas al balcón）や『ラス・プレジデンタス』（Las presidentas）といった作品が知られている。特に有名なのはフランスの印象派の画家エドゥアール・マネの『バルコニー』であろう。この作品はさらにフォーヴィスムの画家アンリ・マティスの『コリウールのフランス窓』（Porte-Fenetre a Collioure）や、シュルレアリスムの画家ルネ・マグリットの『透視画法II：マネのバルコニー』（Perspective II : le balcon de Manet）といった派生作品を生んだ。

## ギャラリー
複製

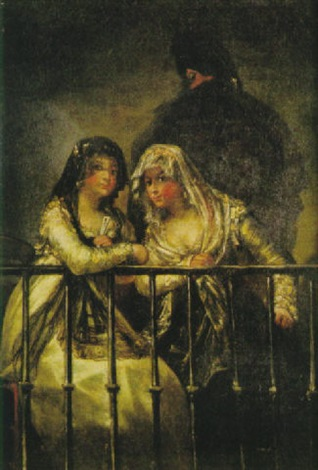
エウヘニオ・ルカス・ビリャミル（英語版）
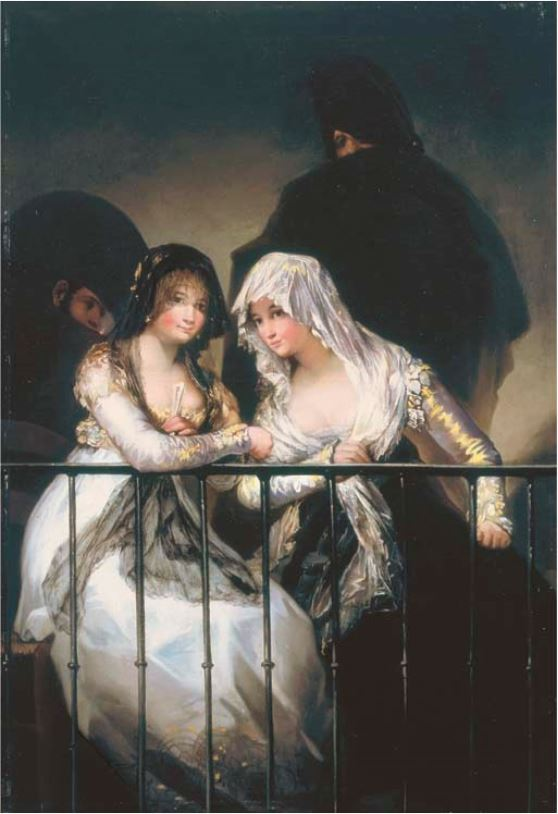
ゴヤのサークル 1840年以前

影響を受けた作品

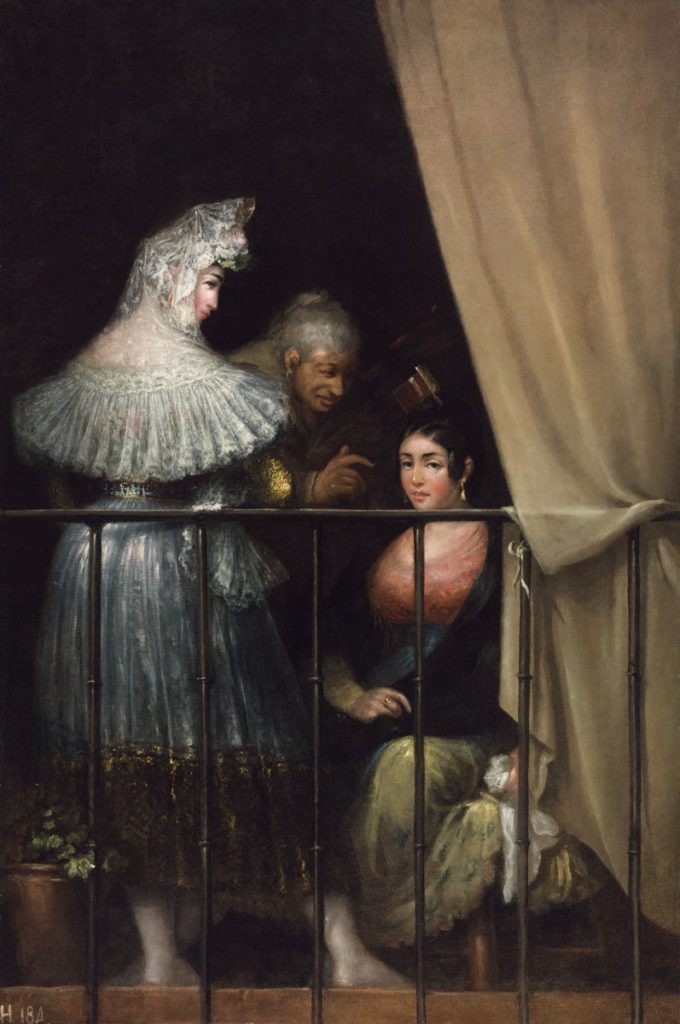
レオナルド・アレンサ（英語版）『バルコニーのマハとセレスティーナ』1840年頃 ブダペスト国立西洋美術館所蔵
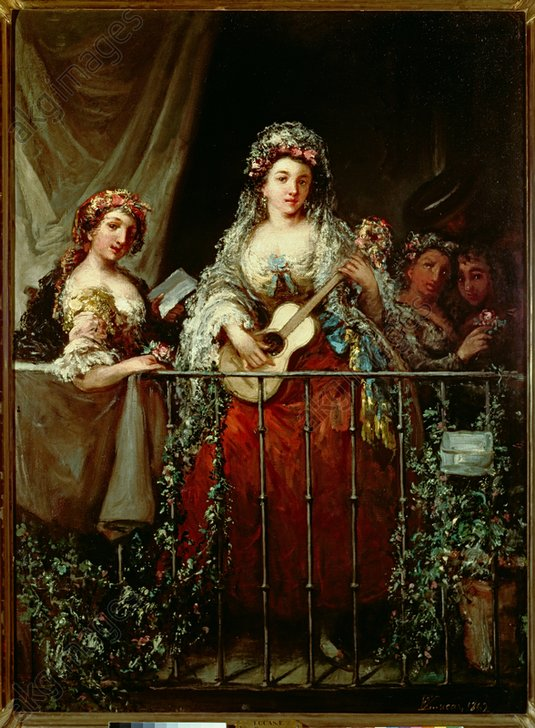
エウヘニオ・ルカス・ベラスケス『バルコニーのマハたち』1855年頃 プラド美術館所蔵
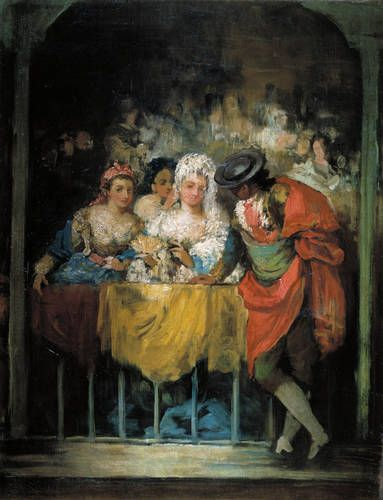
エウヘニオ・ルカス・ベラスケス『ラス・プレジデンタス』1855年頃 プラド美術館所蔵
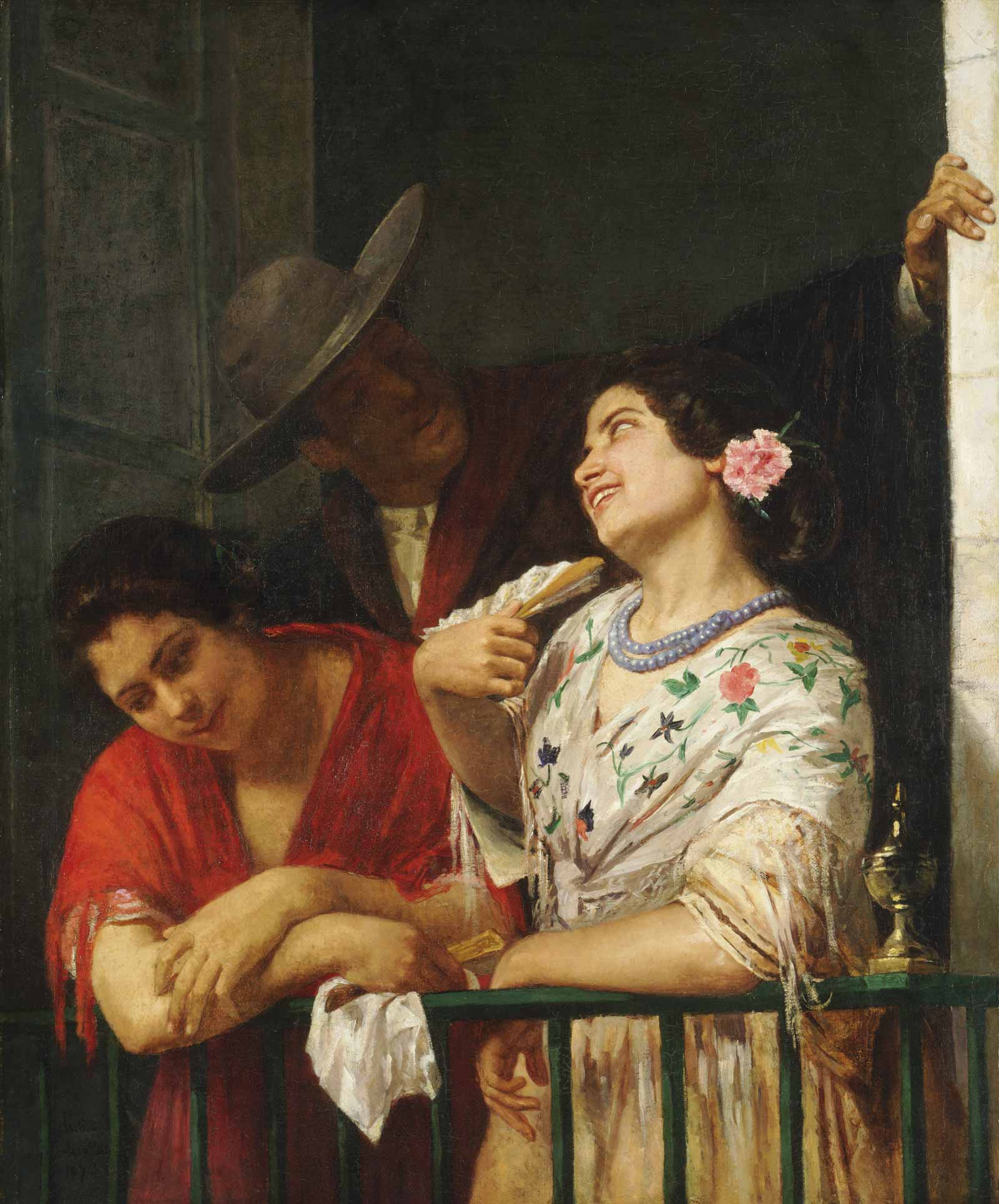
メアリー・カサット『バルコニーにて』1872年–1873年 フィラデルフィア美術館所蔵